# Hans-Gösta Pehrsson
Hans-Gösta Pehrsson (ur. 10 października 1910 w Karlskronie, zm. 16 marca 1974 w Sztokholmie) – szwedzki ochotnik w Waffen-SS, dowódca plutonu 3 kompanii 3 batalionu SS-Panzer-Aufklärungs Abteilung 11 11 Ochotniczej Dywizji Grenadierów Pancernych SS "Nordland", 3 kompanii, a następnie zastępca 3 batalionu dywizji podczas II wojny światowej.

## Życiorys
W okresie przedwojennym pracował w firmie chemicznej w Kopenhadze. Po zajęciu Danii przez wojska niemieckie wstąpił ochotniczo we wrześniu 1941 r. do Waffen-SS. Służył we Frikorps Danmark na froncie wschodnim, biorąc udział w ciężkich walkach pod Leningradem i w rejonie jeziora Ilmień. W 1942 r. został podoficerem, obejmując dowództwo plutonu karabinów maszynowych. Pod koniec tego roku skierowano go do szkoły oficerskiej Waffen-SS w Bad Tölz, którą ukończył wiosną 1943 r. w stopniu SS-Untersturmführera. Dostał przydział do 11 Ochotniczej Dywizji Grenadierów Pancernych SS „Nordland” jako dowódca plutonu 3 kompanii 3 batalionu SS-Panzer-Aufklärungs Abteilung 11. W kwietniu tego roku objął dowództwo kompanii, nazywanej szwedzką ze względu na większość Szwedów w jej składzie.
Do końca 1944 r. walczył na obszarze Łotwy w rejonie Dorpatu, Rygi, Dyneburga i Priekule. 27 października kompania została prawie całkowicie zniszczona w ciężkich walkach na strategicznych wzgórzach koło Priekule. Hans-Gösta Pehrsson dowodził resztkami 3 kompanii podczas odwrotu z Kurlandii przez Pomorze i Szczecin aż do ostatnich walk o Berlin. W kwietniu 1945 r. w randze SS-Hauptsturmführera został zastępcą dowódcy 3 batalionu i jednocześnie szefem oddziału bezpieczeństwa w sztabie dywizji.
Podczas ostatnich tygodni wojny próbował skontaktować się ze szwedzką ambasadą, aby uratować swoich ludzi, ale bez skutku. Został z tego powodu oskarżony o niesubordynację i aresztowany, ale zwolniono go po kilku dniach. W pierwszych dniach maja rozkazał ostatnim ocalałym żołnierzom jego starej kompanii próbować ucieczki na zachód. Jednakże krótko po tym znaleźli się oni pod ciężkim ogniem sowieckim. Samochód, którym jechał Hans-Gösta Pehrsson, został trafiony, w wyniku czego został on ranny, a jego kierowca SS-Unterscharführer Ragnar Johansson zabity. Udało mu się mimo tego ukryć w jednym z mieszkań, gdzie przesiedział przez 2 dni. Następnie próbował zdobyć cywilne ubranie od napotkanej kobiety, ale przyprowadziła ona żołnierzy sowieckich, którzy go aresztowali i zabrali do obozu jenieckiego. Szczęśliwie zmienił on mundur Waffen-SS na uniform Wehrmachtu, dzięki czemu nie został rozstrzelany. Udało mu się zbiec z obozu, po czym przebrał się za cywila i ponownie ukrył w jednym z mieszkań w Berlinie. Przypadkowo spotkał starego towarzysza broni Erika Wallina, także Szweda z Waffen-SS i wspólnie przedostali się do brytyjskiej strefy okupacyjnej miasta.
Po pewnym czasie powrócili przez Danię do Szwecji. Hans-Gösta Pehrsson pracował jako sprzedawca w Sztokholmie, gdzie zmarł w 1974 r.